# A Nosa Terra

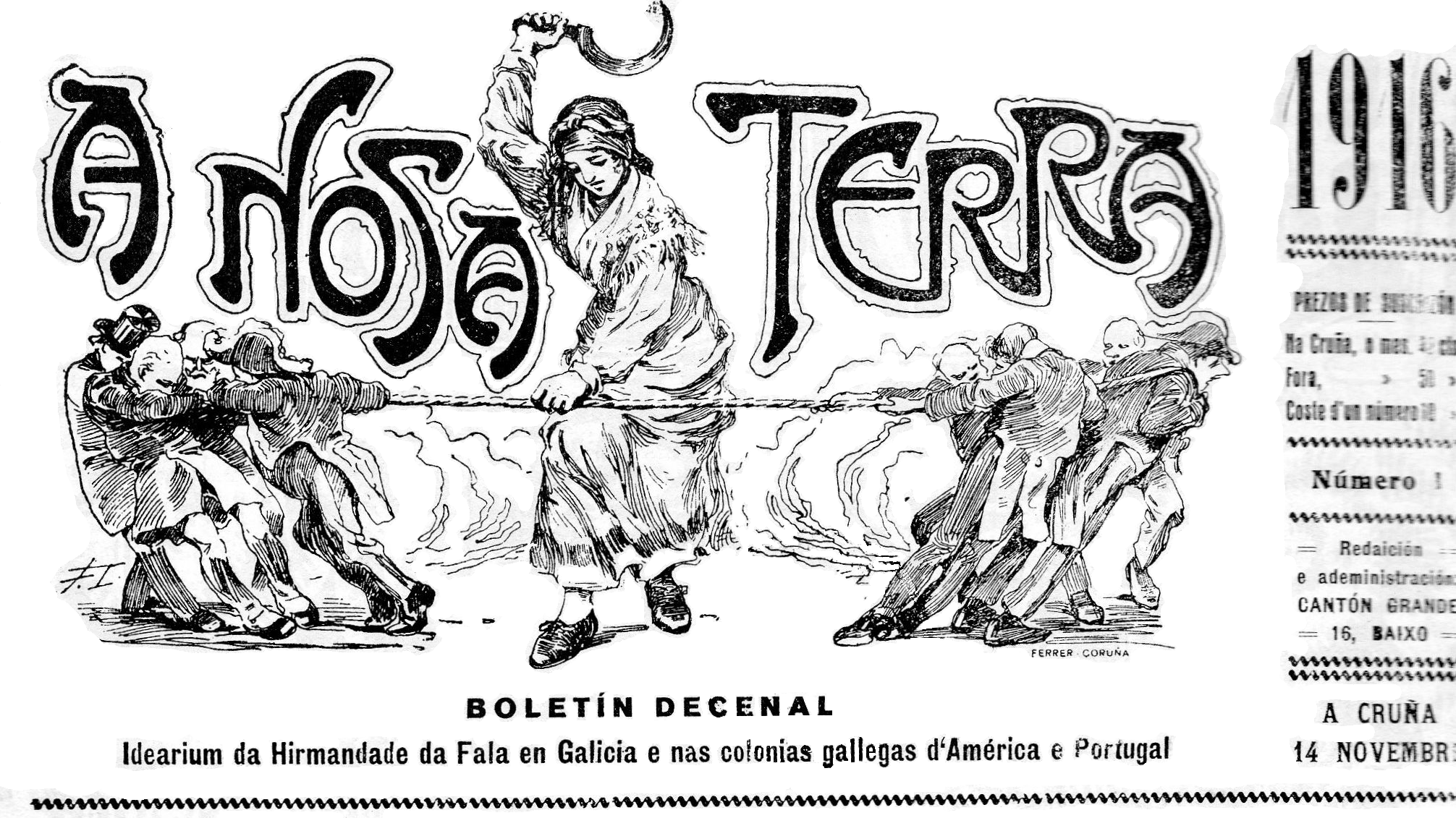
Cabeçalho do período

A Nosa Terra foi um periódico das Irmandades da Fala (1916–1932) e do Partido Galeguista (1932–1936), editado integralmente em galego. Foi fundamental para o espalhamento do ideal galeguista. No total foram editados 422 números.